# Padre Irala
Casimiro Abdon Irala Arguello, SJ, conhecido como Padre Irala (Assunção, 4 de março de 1936 — São Paulo, 1 de dezembro de 2024), foi um padre jesuíta, escritor e músico paraguaio radicado no Brasil.

## Biografia
Seu pai era músico e ensinou as primeiras notas ao violão. Seu pai, Don Abdón Irala, compôs a primeira missa cantada em guarani, na década de 1960. Casimiro participou desde cedo na Igreja Católica, tendo sido participante da Ação Católica. Entrou na Companhia de Jesus para ser jesuíta aos 20 anos, em 1956, deixando a carreira de engenharia.
Em 1966 estudou teologia em São Leopoldo, Rio Grande do Sul, e foi ordenado padre aos 33 anos de idade, em 14 de dezembro de 1968 em Assunção, Paraguai. No dia 27 de dezembro de 2018 comemorou o Jubileu de Ouro na Capela Santo Inácio, localizada no Colégio Antônio Vieira. Faleceu em São Paulo, no dia 1º de dezembro de 2024.

## Carreira
Foi autor de uma das canções mais consagradas no meio católico, a Oração de São Francisco de Assis presente no compacto em vinil de quatro canções “Irala Canta” (maio-1968). Em 2008 padre Irala regravou a famosa canção em um evento da OPA. A canção “Oração de São Francisco”, foi usada na novela da Rede Globo, Velho Chico. A campanha 'Em nome de que, São Francisco?' utilizou a mesma canção com um arranjo musical de Tim Rescala. Em 1989, a canção foi regravada novamente, por Fagner, no álbum O Quinze, e em 2003, ela apareceu numa versão acústica na voz de Ana Carolina no DVD Estampado. Em 2013, a canção foi regravada para a trilha sonora oficial da JMJ 2013, No Coração da Jornada, sendo interpretada por Adriana Arydes, Eliana Ribeiro, Guilherme Sá, Irmã Kelly Patrícia, Padre Fábio de Melo e Padre Marcelo Rossi. Ainda em 2013, uma versão instrumental foi lançada pelo Grupo OPA.
Trabalhou com o padre Haroldo Rahm do TLC vindo a fundar o TLC Musical (TLM) em 1970, grupo vinculado ao TLC que também se expandiu e veio a se tornar o OPA – Oração pela Arte em 1976. Entre as pessoas que passaram pelo OPA, estão diversas pessoas do meio artístico ou não, como os publicitários Nizan Guanaes e Sérgio Valente; o artista musical e consultor PC Bernardes; a cantora Daniela Mercury; as atrizes Cláudia Ventura e Ana Paula Bouzas; o bispo emérito Gílio Felício, entre outros.

## Discografia
- 1967 Juventude e Alegria - Pe irala (primeiro LP)[18]
- 1968 Irala Canta - Pe Irala
- 1968 Meu Rosto é Alegria - Pe irala
- 1969 Transpondo Fronteiras - Vamos Cantar o Amor - Pe Irala
- 1976 Nostalgia de Deus - Pe Irala
- 1977 Irala - Pe Irala
- 1984 Gente Boa - Pe. Irala  e Grupo OPA
- 1985 Clara Luz - Pe. Irala
- 1997 É Natal - Pe. Irala  e Grupo OPA
- 1999 Meninando - Pe. Irala e Grupo OPA
- 2000 Novo Tempo - Pe. Irala e Grupo OPA
- 2003 Da Criação ao Dilúvio (animação músical) -Pe. Irala e Grupo OPA
- 2006 Missa do Ano Jubilar Inaciano - Canções - Pe. Irala e Grupo OPA
- 2007 Provocação - Pe. Irala e grupo OPA
- 2009 Canções do OPA para Maria - Pe. Irala e Grupo OPA
- 2010 Nossa Senhora da Luz - Pe. Irala e Grupo OPA
- 2013 Meditação para a paz (instrumental) - Pe. Irala e Grupo OPA
- 2024 OPA canta Irala (álbum digital) - Pe. Irala e Grupo OPA

## Livros publicados
- Pe Irala SJ (1971). O Porque do Sucesso. [S.l.]: Edições Loyola
- Pe Irala SJ (1975). Igreja Ficção. [S.l.]: Edições Loyola